# Walter Röhrl
Walter Röhrl (Regensburg, 7. ožujka 1947.), njemački vozač auto i reli utrka i dvostruki svjetski prvak u Svjetskom prvenstvu u reliju (engl. WRC).
1970-ih i 1980-ih bio je jedan od najpoznatijih vozača na svijetu. Već u dobi od 16. 
godina radio je kao vozač. Prvi puta je na reli utrci nastupio 1968. godine.
Na SP u reliju 1980. je postao svjetski prvak u automobilu Fiat 131 Abarth. Mnogi smatraju da je njegova druga titula svjetskog prvaka iz 1982. mnogo impresivnija, gdje je sa svojim automobilom Opel Ascona 400 pobijedio, unatoč žestokoj konkurenciji vozila s pogonom na sva četiri kotača.

## Vanjske poveznice
- http://www.roehrl-walter.de  Arhivirana inačica izvorne stranice od 22. studenoga 2010. (Wayback Machine)